# Gordéyevka (Briansk)
Gordéyevka (ruso: Горде́евка) es un asentamiento rural y pueblo (seló) de Rusia, capital del raión homónimo en la óblast de Briansk.
En 2021, el territorio del asentamiento tenía una población de 3281 habitantes, de los cuales 3014 vivían en el propio pueblo y el resto repartidos en ocho pedanías, de las cuales las únicas importantes son las aldeas de Zavod-Koretski (215 habitantes) y Pokón (146 habitantes).
Se ubica unos 25 km al noroeste de Klintsý, sobre el camino rural que lleva a Krásnaya Gorá. La frontera con Bielorrusia se ubica unos 10 km al norte del pueblo.

## Historia
El pueblo tiene su origen en un ukaz decretado por Iván Mazepa en 1704, que otorgó derechos de aprovechamiento fluvial en la zona a Gordey Nosikevich, quien fundó aquí una slobodá con su nombre. Al finalizar el siglo, la localidad ya tenía más de cuatrocientos habitantes. En 1861, la localidad pasó a ser la capital de una vólost, en el uyezd de Surazh de la gobernación de Chernígov. A finales del siglo XIX, ya superaba los dos mil habitantes. La Unión Soviética le dio el estatus de capital de raión en 1929, y estableció aquí la sede de tres koljoses.